# 喬爾·弗里蘭
喬爾·弗里蘭（英語：Joel Freeland，1987年2月7日—），英國籃球運動員。他現在效力於NBA球隊波特蘭開拓者。他也是英國國家籃球隊的一員，代表英國參加了2012年奧運會。